# Moesia

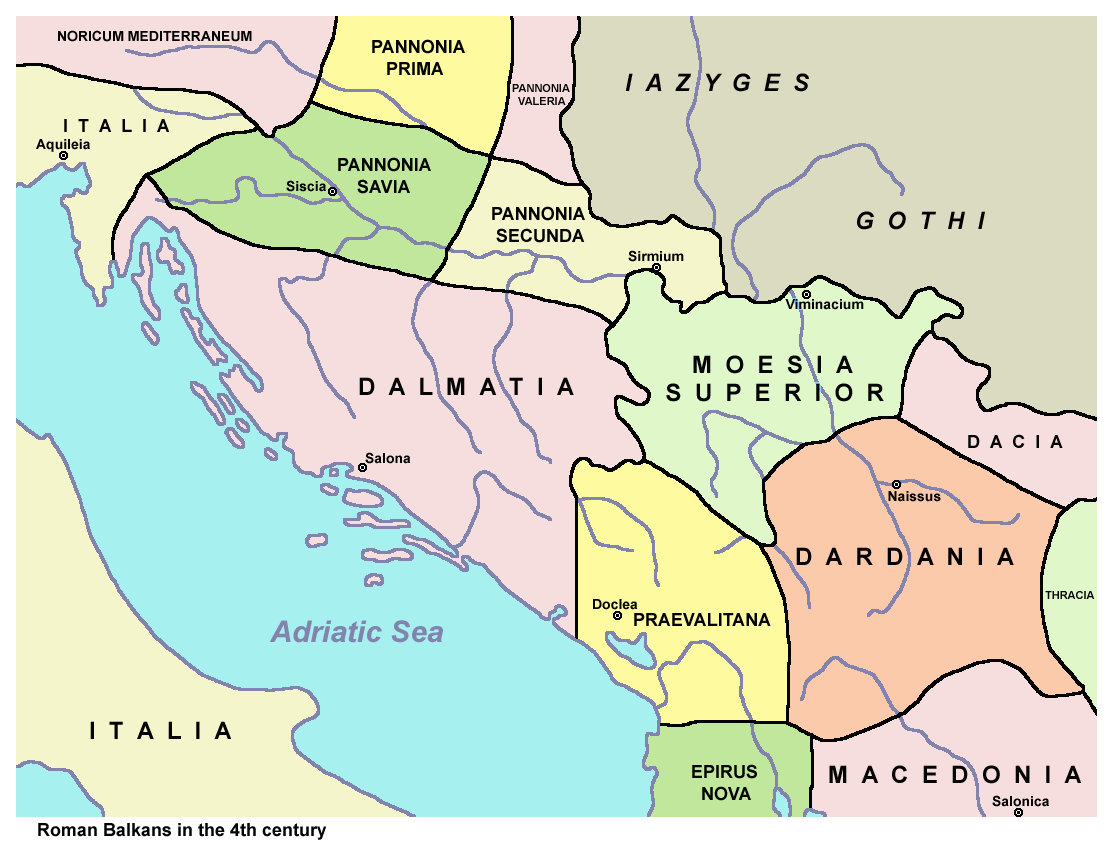
Moesia Superior

Moesia a Római Birodalom provinciája (tartománya) volt a mai Szerbia és Bulgária területén. Moesiát délről a Balkán-hegység (Haemus) és a Šar-hegység (Scardus, Scordus, Scodrus), nyugaton a Drina folyó (Drinus), északon a Duna a Vaskapu-szorosig, keleten pedig a Fekete-tenger (Euxine) határolta. A régiót főleg trákok és illírek lakták. A nevét a moesi nevű trák törzsről kapta.

## Megszervezése
Kr. e. 75-ben C. Scribonius Curio, Macedonia proconsulja seregével egészen a Dunáig nyomult, és legyőzte a terület lakóit. Végleg M. Licinius Crassus, a triumvir unokája hódoltatta meg őket. (Ő később, Augustus uralkodása idején, Kr. e. 29-ben Macedonia proconsulja is volt.) A régiót azonban csak Augustus uralkodásának a vége felé szervezték provinciává: egy 6-ból származó feljegyzés Moesia helytartójaként említi Caecina Severust (Dio Cassius lv. 29).

## Moesia kettéosztása
Moesia eredetileg egyetlen provincia volt és egy császári legátus igazgatta (aki valószínűleg Achaea és Macedonia provinciákért is felelt). Domitianus császár osztotta fel Moesia Superior (felső) és Moesia Inferior (alsó) provinciákra (az utóbbit úgy is emlegették mint Ripa Thracia). A két új provincia a Cebrus (Ciabrus; mai Cibritza vagy Zibru) folyó nyugati, illetve keleti oldalán feküdt, bár vannak, akik szerint a határ nyugatabbra volt. Mindkét provinciát egy császári legátus és egy procurator kormányozta. Mint határtartományt, Moesiát erődökkel és helyőrségekkel erősítették meg a Duna déli partja mentén. Axiopolisz és Tomi között pedig védőfalat is építettek a szkíták és a szarmaták elleni védekezésül.

## Külső támadások
Miután 270 körül Aurelianus a gótok nyomására kiürítette Daciát, és a római lakosságot a Duna déli oldalára telepítették át, Moesia középső részét Dacia Aurelianinak nevezték el (amit szintén felosztottak, Dacia Ripensis, illetve Dacia Interior részekre). Moesia Superior egy területét, Dardaniát Diocletianus császár provinciává szervezte, Naissus vagy Nissa (a mai Niš) székhellyel. Itt született Nagy Konstantin (I. Constantinus) 272-ben.
238-tól kezdve Moesiát folyamatosan támadták a gótók és más törzsek. A gótok 250-ben lerohanták az egész tartományt. Miután keletről erősen szorongatni kezdték őket a hunok, a gótok 376-ban ismét átkeltek a Dunán és Valens császár engedélyével Moesiában telepedtek le. Nem tartott azonban sokáig a békesség a befogadó rómaiakkal. 378-ban a gótok legyőzték Valenst a hadrianopolisi csatában. Ezeket a gótokat „moeso-gótoknak” nevezték, akik számára Ulfilas elkészítette a Biblia gót fordítását.

## Fontosabb városok Moesiában
| Római név                      | Mai ország és név | Leírás                                     |
| ------------------------------ | ----------------- | ------------------------------------------ |
| Singidunum                     | Belgrád           | A Duna mentén                              |
| Aureus Mons                    |                   | A Duna mentén                              |
| Marcum                         | Drasje            | A Morava dunai torkolatában                |
| Viminacium (Aelium municípium) | Kostolac          | A provincia székhelye, légió állomáshelye. |
| Novae                          | Cezava            | A Duna mentén                              |
| Egeta                          | Brza Palanka      | A Duna mentén                              |
| Bononia                        | Vidin             | A Duna mentén                              |
| Ratiaria                       | Archar            |                                            |
| Municipium                     | Kaliste           |                                            |
| Horreum Margi                  | Cuprija           | A Morava völgyében                         |
| Naissus                        | Nis               | A Morava völgyében                         |
| Remesiana                      | Bela Palanka      | A Nisava völgyében                         |
| Aureliana                      | Kostol            |                                            |
| Celegerorium                   |                   |                                            |
| Dard (Anorum)                  | Sočanica          |                                            |
| Ulpianum                       | Drin              |                                            |
| Scupa                          | Szkopje           |                                            |

| Római név              | Mai ország és név | Leírás                                                         |
| ---------------------- | ----------------- | -------------------------------------------------------------- |
| Oescus (colonia Ulpia) | Gigen             | Légiós tábor a Duna mentén                                     |
| Asamus                 |                   | A Duna mentén                                                  |
| Novae                  | Szvistov          | Légiós tábor a Duna mentén, később Nagy Theodorik szálláshelye |
| Transmarisca           |                   | A Duna mentén                                                  |
| Durostorum             |                   | Légiós tábor a Duna mentén                                     |
| Axiopolis              | Cernavodă         | A Duna mentén                                                  |
| Heracleia              |                   | A Duna mentén                                                  |
| Capidava               | Topalu            | A Duna mentén                                                  |
| Ulmentum               | Pantelimon        | A Duna mentén                                                  |
| Troesmis               | Turcoaia          | Légiós tábor a Duna mentén                                     |
| Noviodunum             |                   | A Duna mentén                                                  |
| Aegyssus               |                   | A Duna-deltában                                                |
| Tropaeum Traiani       | Adamclisi         |                                                                |
| Tomis                  | Konstanca         | A Fekete-tenger partján, Ovidius költőt ide száműzték          |
| Callatis               | Mangalia          | A Fekete-tenger partján                                        |
| Dionysopolis           | Balcsik           | A Fekete-tenger partján                                        |
| Odessus                | Várna             | A Fekete-tenger partján                                        |
| Nicopolis ad Istrum    | Nikup             | A Jantra folyó közelében                                       |
| Marcianopolis          | Devnya            |                                                                |
| Melta                  | Lovecs            |                                                                |
| Montana                |                   |                                                                |

Odessus és Tomis görög város volt, amelyek Istros, Mesambria és Apollonia városokkal alkottak „pentapolist”.

## Külső hivatkozások
- Inscriptions of Moesia Superior